# Basarab (plemićka obitelj)
Kuća Basarab (Dinastia Basarabilor = „kuća Basarabova“) naziv je za vlašku plemićku obitelj. Tu je dinastiju osnovao Basarab I.
Dva su ogranka te obitelji – Drăculești i Dănești.

## Genealogija
Basarab je umro 1351. ili 1352., ali je ostavio iza sebe djecu, kćer Teodoru Vlašku i sina Nikolu Aleksandra. Basarabova je žena bila gospa Margareta. 
Nikola je imao tri žene, od kojih je najpoznatija rimokatolkinja Klara, koja mu je rodila Anu i Anču; Ana je bila majka bosanske kraljice Doroteje.
Nikolini su sinovi bili Radu I. i Vladislav I. Vlaški. Radu je oženio gospu Anu. Bio je otac Dana I. i Mirceje I. Starijeg.
Dan I. je bio otac Dana II., koji je bio otac Basaraba II., Vladislava II. Vlaškog i Basaraba III.
Mircea I. je bio otac Mihajla I. Vlaškog, Radua II., Aleksandra I. Aldeje i Vlada II. Drakula.
Vlad II. je bio otac slavnog Vlada III. Drakule, kao i Mirceje II., Vlada IV. Redovnika i Radua III. Lijepog.